# Mistrzostwa Ameryki Północnej, Środkowej i Karaibów juniorek w piłce siatkowej
Mistrzostwa Ameryki Północnej, Środkowej i Karaibów juniorek w piłce siatkowej (ang. NORCECA U-20 Women's Junior Volleyball Championship lub Women's Junior NORCECA Volleyball Championship) – międzynarodowy turniej siatkarski, w którym biorą udział żeńskie reprezentacje narodowe U-20 federacji należących do NORCECA. Pierwsze mistrzostwa odbyły się w 1998 roku w Meksyku. Od tego czasu odbywają się co dwa lata.
Podczas dotychczas rozegranych ośmiu turniejów cztery reprezentacje sięgały po tytuł. Najbardziej utytułowanym zespołem są Stany Zjednoczone, które wygrywała pięciokrotnie.

## Medalistki
| Rok  | Gospodarz         | 1. miejsce        | 2. miejsce        | 3. miejsce        |
| ---- | ----------------- | ----------------- | ----------------- | ----------------- |
| 1998 | Meksyk            | Stany Zjednoczone | Meksyk            | Kanada            |
| 2000 | Kuba              | Kuba              | Stany Zjednoczone | Meksyk            |
| 2002 | Portoryko         | Portoryko         | Stany Zjednoczone | Kuba              |
| 2004 | Kanada            | Stany Zjednoczone | Dominikana        | Portoryko         |
| 2006 | Meksyk            | Stany Zjednoczone | Dominikana        | Portoryko         |
| 2008 | Meksyk            | Stany Zjednoczone | Dominikana        | Kuba              |
| 2010 | Meksyk            | Stany Zjednoczone | Dominikana        | Kuba              |
| 2012 | Nikaragua         | Dominikana        | Meksyk            | Stany Zjednoczone |
| 2014 | Gwatemala         | Stany Zjednoczone | Kuba              | Dominikana        |
| 2016 | Stany Zjednoczone | Dominikana        | Stany Zjednoczone | Kuba              |
| 2018 | Meksyk            | Stany Zjednoczone | Dominikana        | Meksyk            |

## Klasyfikacja medalowa
| Lp.   | Państwo           | Złoto | Srebro | Brąz | Razem |
| ----- | ----------------- | ----- | ------ | ---- | ----- |
| 1     | Stany Zjednoczone | 6     | 2      | 1    | 9     |
| 2     | Dominikana        | 1     | 4      | 1    | 6     |
| 3     | Kuba              | 1     | 1      | 3    | 5     |
| 4     | Portoryko         | 1     | 0      | 2    | 3     |
| 5     | Meksyk            | 0     | 2      | 1    | 3     |
| 6     | Kanada            | 0     | 0      | 1    | 1     |
| Razem | Razem             | 9     | 9      | 9    | 27    |